# Auguste Cogneau
Pour les articles homonymes, voir Cogneau.
Auguste Cogneau, né à Quimper dans le département du Finistère, le 20 mars 1868 et mort le 12 avril 1952, est un évêque catholique français, évêque auxiliaire de Quimper de 1933 à 1946.

## Biographie
Auguste Cogneau est né à Quimper dans la paroisse de Saint-Mathieu, le 20 mars 1868, dans une famille dont tous les membres sont réputés pour leur foi chrétienne et leur ardeur au travail.
A six ans, on l’inscrit au Likès comme élève externe au Pensionnat Sainte-Marie. Très brillant il occupe constamment les premières places en classe. « J’ai rarement rencontré un élève intelligent comme M. Cogneau », dira de lui son ancien professeur, le frère Donat-Louis.
Tous les ans, Auguste a les honneurs du palmarès du Lycée qui met en avant ses meilleurs élèves. En 1874-1875, en classe de 4e primaire, il obtient trois prix, trois accessits et la croix de vacances. En 1881 et 1882, en 3e et 4e années professionnelles, il obtient les premiers prix de Mathématiques et de Comptabilité.
Pendant cette enfance studieuse, Dieu lui parle au cœur et l’appelle à être son ministre. Au lieu de passer l’examen d’entrée à l’École des arts et métiers, il sollicite son admission au Petit séminaire de Pont-Croix.
Il est ordonné prêtre pour le diocèse de Quimper et Léon le 10 août 1891. Il exerce notamment les fonctions de chanoine et de vicaire général.
Le 23 juin 1933, Pie XI le nomme évêque titulaire de Thabraca (de) et évêque auxiliaire de Quimper, auprès de Mgr Adolphe Duparc qui lui confère la consécration épiscopale le 24 août suivant. Il conserve ce poste jusqu'au 8 mai 1946, se retirant à plus de 78 ans après de la mort de Mgr Duparc.
Il décède le 12 avril 1952 à l'âge de 84 ans.